# Alois Říha
Alois Říha (ur. 21 lipca 1875 w Bratčicach, zm. 1 lipca 1945 w Pradze) – czeski prawnik i urzędnik, pełniący obowiązki burmistrza Pragi podczas II wojny światowej.

## Życiorys
Pochodził z rodziny chłopskiej. W 1899 ukończył studia prawnicze na Uniwersytecie Karola. Następnie rozpoczął pracę w administracji, m.in. w starostwach w Karlínie, Lanškrounie oraz jako starosta w Brandýsie nad Labem. W 1939 przeszedł na emeryturę.
Dwa dni po aresztowaniu Otakara Klapki, 11 lipca 1940 roku Říha został mianowany przez Karla Hermanna Franka komisarzem Pragi. Od 26 sierpnia 1940 posługiwał się tytułem burmistrza miasta. Mimo to jego pozycja była słaba i od początku urzędowania nie miał zbyt dużego wpływu na funkcjonowanie praskiego ratusza, którego pracami rzeczywiście kierował zagorzały nazista Josef Pfitzner.
W kwietniu 1945 został poinformowany o planach zorganizowania powstania w Pradze. Po wybuchu powstania praskiego ustąpił z funkcji burmistrza i przekazał swoje uprawnienia administracji powstańczej. Zmarł 1 lipca 1945.

## Życie prywatne
W 1903 ożenił się z Bertą Novotną. Para miała dwójkę dzieci: Věrę (farmaceutkę) i Miloša (prawnika).